# Ожск
Ожск или Ужеск — город в Рязанском княжестве, упоминающийся в Лаврентьевской летописи в связи с походом Всеволода Большое Гнездо в 1207 году. Точное местонахождение города доподлинно не установлено. По-видимому, Ожск пришёл в упадок в результате Батыева нашествия.
Большинство историков, начиная с Карамзина, считали, что он располагался на Оке. Н. И. Надеждин и К. А. Неволин связывали его название с рекой Вожа и отождествляли его с Митинским городищем у впадения Вожи в Оку. Д. И. Иловайский предполагал, что Ожск находился между Старой Рязанью и Льговом (Ольговом), около современного села Вышгород, такого же мнения придерживались А. Н. Насонов и М. Н. Тихомиров.
Однако А. Л. Монгайт указывал, что достаточных оснований считать, что Ожск находился на Оке, нет. Исходя из описанных в Лаврентьевской летописи событий, Ожск находился между Пронском и «Ольговом», коих в Рязанском княжестве было два — нынешнее село Льгово, что на Оке, и «Новый Ольгов в усть Проне». По Монгайту, в Лаврентьевской летописи имеется в виду последний, и Ожск, таким образом, также находился на Проне. По мнению автора, это Столпянское городище.